# Re-Animator
Re-Animator, amerikansk film, skräckfilm/zombiefilm/sci-fi/komedi, från år 1985, regi av Stuart Gordon, filmmanus av Stuart Gordon, William J. Norris och Dennis Paoli, baserad på en roman av H.P. Lovecraft. Filmen producerades av Empire Pictures och har fått flera uppföljare. Filmen blev förbjuden i Sverige av Statens biografbyrå.

## Rollista
- Jeffrey Combs - Herbert West
- Bruce Abbott - Dan Cain
- Barbara Crampton - Megan Halsey
- David Gale - Dr. Carl Hill
- Robert Sampson - Dean Alan Halsey
- Gerry Black - Mace (Miskatonic säkerhetsvakt)
- Carolyn Purdy-Gordon - Dr. Harrod
- Peter Kent - Melvin the Re-Animated